# Woonsocket (Rhode Island)
Woonsocket és una població dels Estats Units a l'estat de Rhode Island. Segons el cens del 2005 tenia 44.328 habitants.

## Demografia
Segons el cens del 2000, Woonsocket tenia 43.224 habitants, 17.750 habitatges, i 10.774 famílies. La densitat de població era de 2.164,6 habitants per km².
Dels 17.750 habitatges en un 31,2% hi vivien nens de menys de 18 anys, en un 39,4% hi vivien parelles casades, en un 16,2% dones solteres, i en un 39,3% no eren unitats familiars. En el 32,7% dels habitatges hi vivien persones soles el 12,5% de les quals corresponia a persones de 65 anys o més que vivien soles. El nombre mitjà de persones vivint en cada habitatge era de 2,37 i el nombre mitjà de persones que vivien en cada família era de 3,02.
Per edats la població es repartia de la següent manera: un 25,8% tenia menys de 18 anys, un 9,2% entre 18 i 24, un 30% entre 25 i 44, un 19,7% de 45 a 60 i un 15,2% 65 anys o més.
L'edat mitjana era de 35 anys. Per cada 100 dones de 18 o més anys hi havia 86,8 homes.
La renda mitjana per habitatge era de 30.819$ i la renda mitjana per família de 38.353$. Els homes tenien una renda mitjana de 31.465$ mentre que les dones 24.638$. La renda per capita de la població era de 16.223$. Aproximadament el 16,7% de les famílies i el 19,4% de la població estaven per davall del llindar de pobresa.